# Sakhob Juraev
Sakhob Juraev (en uzbeko: Саҳоб Жўраев: Yizaj, RSS de Uzbekistán; 19 de enero de 1987) es un exfutbolista de Uzbekistán que jugaba en las posiciones de lateral izquierdo y centrocampista.

## Carrera

### Club
| Periodo   | Club               | Apariciones | Goles |
| --------- | ------------------ | ----------- | ----- |
| 2005–2007 | Lokomotiv Tashkent | 40          | 0     |
| 2007–2011 | FC Bunyodkor       | 79          | 2     |
| 2011      | Sogdiana Jizzakh   | 9           | 0     |
| 2012-2014 | FC Bunyodkor       | 41          | 0     |
| 2014      | Lokomotiv Tashkent | 4           | 0     |
| 2015      | Olmaliq FK         | 19          | 0     |

### Selección nacional
Debutó con Uzbekistán en la derrota por 0-1 ante Baréin el 11 de febrero de 2009. Participó en 22 partidos hasta 2012 y participó en la Copa Asiática 2011.

## Logros
- Liga de fútbol de Uzbekistán (5): 2008, 2009, 2010, 2011, 2013
- Copa de Uzbekistán (4): 2008, 2010, 2012, 2013